# Maquinarama
| Críticas profissionais | Críticas profissionais |
| Avaliações da crítica  | Avaliações da crítica  |
| Fonte                  | Avaliação              |
| ---------------------- | ---------------------- |
| AllMusic               | [ 1 ]                  |
| IstoÉ Gente            | positiva               |
| Cliquemusic            | [ 3 ]                  |
| Folha de S.Paulo       | positiva               |

Maquinarama é o quinto álbum da banda brasileira Skank. Maquinarama é dedicado a Suba, o produtor iugoslavo que produziria o álbum, mas morreu num incêndio em 1999.
Novas parcerias são feitas, como Edgard Scandurra ("Água e Fogo"), Fausto Fawcett ("Balada do Amor Inabalável" - tema da novela Laços de Família) e Lô Borges ("A Última Guerra"). "Rebelião" é sobre a FEBEM e teve a participação de Andreas Kisser, guitarrista do Sepultura.
A capa é um Cadillac em 2000, pichado por Kenny Scharf, discípulo de Andy Warhol e o projeto gráfico segue a "vida na estrada": carros, caminhões e postos de gasolina.
Este foi o primeiro álbum do Skank a ser gravado no estúdio montado pelos integrantes do grupo em Belo Horizonte. Assim, passou a existir uma continuidade entre a pré-produção e a gravação final. Nesse mesmo estúdio, foi gravado Rotomusic de Liquidificapum, do Pato Fu. O disco foi gravado em horário integral no período entre janeiro e abril de 2000. Seus produtores, Chico Neves e Tom Capone, finalizaram os trabalhos nos estúdios do Rio de Janeiro 304 e Toca do Bandido. Maquinarama foi mixado no Mega (Rio de Janeiro) por Álvaro Alencar e Tom Capone e no Bearsville Studios (Woodstock) por Jacquie Turner. Bob Ludwig, engenheiro que já trabalhou com Rolling Stones e Beatles, masterizou o disco no Gateway Mastering Studios.

## Faixas
Todas as faixas escritas e compostas por Samuel Rosa e Chico Amaral, exceto onde indicado. 
| N.º | Título                      | Compositor(es)                                | Produtor    | Duração |  |
| 1.  | "Água e Fogo"               | Samuel Rosa / Chico Amaral / Edgard Scandurra | Chico Neves | 4:39    |  |
| 2.  | "Três Lados"                |                                               | Tom Capone  | 3:53    |  |
| 3.  | "Ela Desapareceu"           |                                               | Chico Neves | 4:10    |  |
| 4.  | "Balada do Amor Inabalável" | Samuel Rosa / Fausto Fawcett                  | Chico Neves | 4:01    |  |
| 5.  | "Canção Noturna"            | Lelo Zaneti / Chico Amaral                    | Tom Capone  | 3:59    |  |
| 6.  | "Muçulmano"                 | Samuel Rosa / Rodrigo F. Leão                 | Chico Neves | 4:10    |  |
| 7.  | "Maquinarama"               |                                               | Chico Neves | 4:06    |  |
| 8.  | "Rebelião"                  |                                               | Tom Capone  | 4:58    |  |
| 9.  | "A Última Guerra"           | Samuel Rosa / Lô Borges / Rodrigo F. Leão     | Chico Neves | 5:14    |  |
| 10. | "Fica"                      |                                               | Chico Neves | 4:32    |  |
| 11. | "Ali"                       | Samuel Rosa / Nando Reis                      | Tom Capone  | 5:00    |  |
| 12. | "Preto Damião"              |                                               | Chico Neves | 4:24    |  |

## Certificados e vendas
| País          | Certificados | Vendas/Cópias |
| ------------- | ------------ | ------------- |
| Brasil (ABPD) | Platina      | 275.000       |

## Créditos
Créditos adaptados do encarte de Maquinarama e do Discogs. 
Skank
- Samuel Rosa - voz, guitarra e violão
- Henrique Portugal - teclados
- Lelo Zaneti - baixo
- Haroldo Ferretti - bateria

Músicos convidados
- Andreas Kisser - guitarra em "Rebelião"
- Marcelo Lobato - vibrafone em "Água e Fogo" e "Balada do Amor Inabalável"; cuíca em "Preto Damião"
- Chico Amaral - flauta em "Maquinarama"
- Tom Capone - baixo em "Rebelião"
- Ramiro Musotto - percussão em "Três Lados", "Balada do Amor Inabalável", "Canção Noturna", "Maquinarama" e "Rebelião"
- Décio Ramos e Paulo Santos - percussão em "Muçulmano", "A Última Guerra", "Fica" e "Preto Damião"
- Nando Reis - vocais em "Ali" [10]

Produção
- Chico Neves - produção (todas as faixas menos 2, 5, 8 e 11) e gravação
- Tom Capone - produção (faixas 2, 5, 8 e 11), mixagem (Estúdio Mega) e gravação (Toca do Bandido)
- Álvaro Alencar - mixagem (Estúdio Mega)
- Jacquie Turner - mixagem (todas as faixas menos 2, 5, 8 e 11)
- Mauro Manzolli - mixagem (faixas 2, 5, 8 e 11), gravação (Toca do Bandido) e co-produção
- Bob Ludwig - masterização
- Florência Saraiva - assistente de gravação
- Guthenberg Pereira - assistente de gravação (Estúdio Mega)
- Frederico Toledo e Roberto Calixto - assistentes de gravação (Estúdio Ferretti)
- Tomás Baptista - assistente de gravação (Toca do Bandido)
- Brandon Mason - assistente de mixagem
- Bruno Ferretti -  técnico de estúdio
- Renato Cipriano - técnico de pós-produção

Arte
- Angelo Paulino, Fernando Furtado, Luiz Ferreira e Weber Pádua - encarte
- Carla Framback - coordenação gráfica
- Marcus Barão - projeto gráfico
- Kenny Scharf - capa